# Andreas Range (Maler)
Andreas Range (* März 1762 in Kassel; † Juni 1835 ebenda) war ein kurhessischer Maler und Zeichner sowie Professor für Malerei an der Kunstakademie Kassel.

## Leben

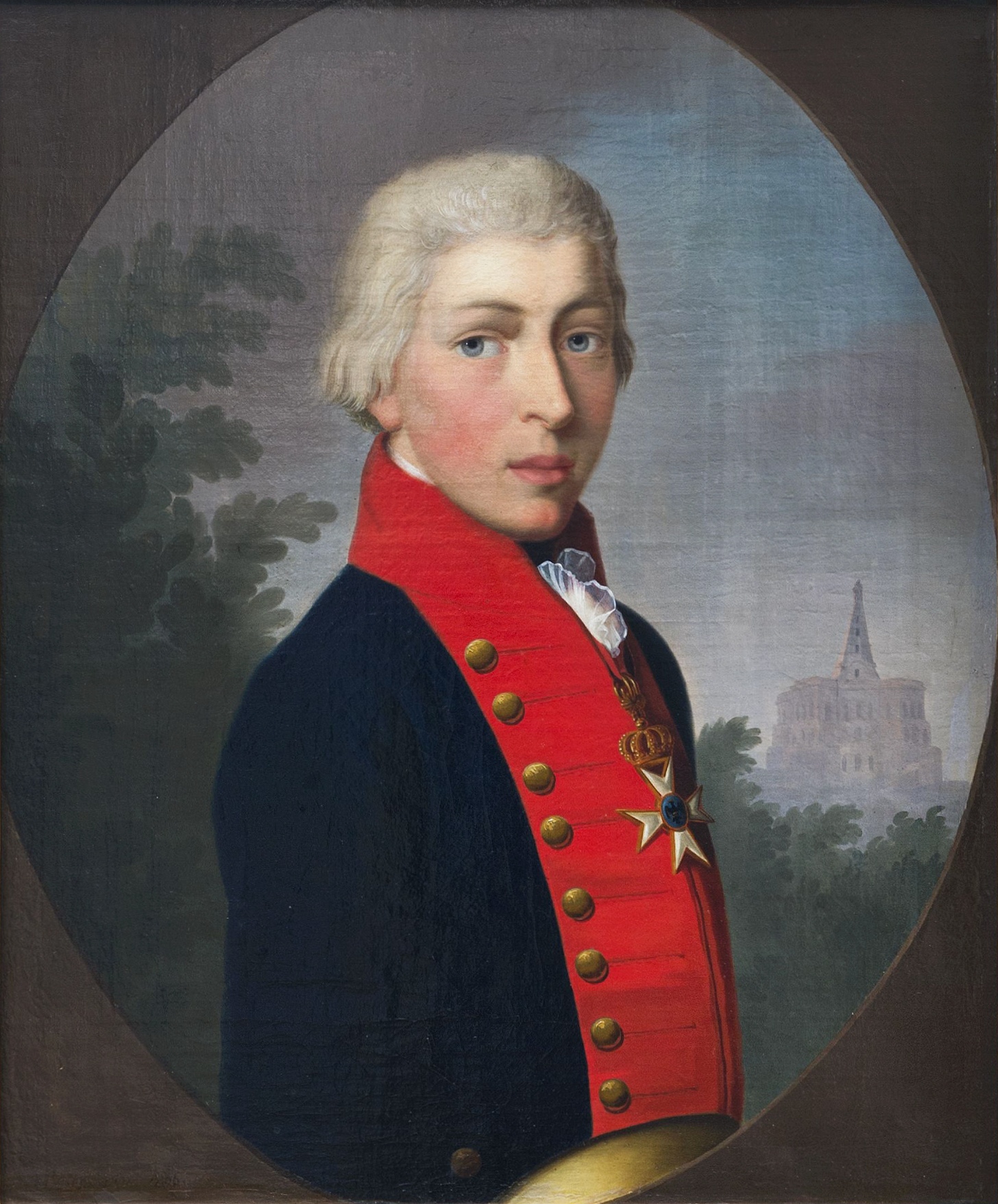
Wilhelm II. als Kurprinz von Hessen Kassel, Porträt vor dem Hintergrund des Kasseler Herkules-Oktogons, 1806, Hessen Kassel Heritage

Range studierte von 1777 bis 1781 an der Kasseler Kunstakademie. In den Jahren 1797 bis 1814 wirkte er dort als Lehrer für Zeichnen nach Gipsmodellen, anschließend bis 1826 als Professor für Malerei. Wegen Erblindung wurde er 1826 pensioniert.
Range schuf Historien, Porträts, Landschaften, Darstellungen von Tieren und Arabesken. 1781 fertigte er für den Kasseler Anatomie-Professor Samuel Thomas von Soemmerring Zeichnungen des Kopfes eines Schwarzen an, die vielfach reproduziert wurden. Zur kurfürstlichen Thronbesteigung Wilhelm I. (1803) malte Range als Illumination für Feierlichkeiten am Schloss Wilhelmshöhe auf ein riesiges Transparent, das in einem Tor des Herkules-Oktogons platziert wurde, einen „Genius von Hessen“.